# Хоенштат
Хоенштат (њем. Hohenstadt) општина је у њемачкој савезној држави Баден-Виртемберг. Једно је од 38 општинских средишта округа Гепинген. Према процјени из 2010. у општини је живјело 727 становника. Посједује регионалну шифру (AGS) 8117031.

## Географски и демографски подаци
Хоенштат се налази у савезној држави Баден-Виртемберг у округу Гепинген. Општина се налази на надморској висини од 818 метара. Површина општине износи 11,6 km². У самом мјесту је, према процјени из 2010. године, живјело 727 становника. Просјечна густина становништва износи 62 становника/km².